# La Querciona
La Querciona, detta anche Quercia gigante, è un albero monumentale situato in località Baratti-Populonia nel comune di Piombino.

Si tratta di un esemplare di roverella (Quercus pubescens). Ha una circonferenza del tronco di 4,45 m ed è alto 30 m.

## Storia
È iscritto nella lista degli alberi monumentali della Toscana e nel 2007 ha ricevuto il Premio Touring Club, riconoscimento indetto dai consoli TCI della Toscana per gli alberi monumentali.